# Crepidomanes barnardianum
Crepidomanes barnardianum är en hinnbräkenväxtart som först beskrevs av Bailey, och fick sitt nu gällande namn av Tind. Crepidomanes barnardianum ingår i släktet Crepidomanes och familjen Hymenophyllaceae. Inga underarter finns listade.